# Phaeoneuron
Phaeoneuron là chi thực vật có hoa trong họ Mua.